# Marele Gatsby (roman)
Marele Gatsby (engleză The Great Gatsby) este un roman scris de autorul american Francis Scott Fitzgerald, în care se urmărește viața unor personaje ce trăiesc în orașul fictiv West Egg din Long Island în anul 1922.
Romanul a fost publicat în 1925. Este considerat a fi o lucrare importantă în literatura universală, și unul din Marile Romane Americane.

## Personaje
- Nick Carraway
- Jay Gatsby
- Daisy Fay Buchanan
- Thomas "Tom" Buchanan
- Jordan Baker
- George B. Wilson
- Myrtle Wilson, soția lui George și amanta lui Tom
- Meyer Wolfsheim

## Rezumat
Principalele evenimentele ale romanului au loc în vara anului 1922. Nick Carraway - originar din Middwest, absolvent al Universității Yale și veteran din Primul Război Mondial - este personajul narator al romanului. După ce se angajează ca agent de vânzări în New York, Nick Carraway își închiriază o casă modestă în orașul fictiv West Egg din Long Island, aflată în vecinătatea luxoasei case a unui misterios milionar, Jay Gatsby, care organizează petreceri extravagante. Nick va merge la cină la verișoara sa Daisy și soțul acesteia Tom Buchanan, fost coleg din timpul facultății, care locuiesc in East Egg, oraș aflat pe partea opusă a golfului față de West Egg. La cină Nick o va întâlni pe Jordan Baker, prietena cea mai bună a lui Daisy, un star al golfului cu care va incepe o relație. La cină Jordan îi va mărturisi lui Nick că Tom are o amantă în Valea Cenușii, o zonă industrială aflată între West Egg și New York și supravegheată de un imens panou publicitar cu ochii doctorului T.J. Eckleberg.
Nu mult timp după această cină, Nick Carraway o va cunoaște pe Myrtle, amanta lui Tom din Valea Cenușii, la benzinăria soțului acesteia. În seara aceleași zile Myrtle se va întâlni cu Tom și Nick într-un apartament din New York. În apartament se pornește o adevărată petrecere după venirea surorii lui Myrtle, Catherine și a unui cuplu de fotografi Mckee. 
Inexplicabil, Nick Carraway primește o invitație de a participa la o petrecere organizată de Jay Gatsby. Printre invitați, Nick constată că este singurul care are invitație și că toți ceilalți au venit neinvitați și dorește să-l cunoască pe acest domn misterios. Jay Gatsby i se prezintă după ce se asigură că ambii au făcut parte din aceeași Divizie în război. După câteva chefuri și aventuri, Nick se apropie de Jay și se împrietenește cu el. Gatsby era îndrăgostit nebunește de Daisy, pe care o cunoscuse înainte de război și după urma să fie împreună, să întemeieze o familie. Din păcate, după 5 ani de așteptare, Daisy se căsătorește din interes cu bogătașul Tom Buchanan . Între timp, Jay, un adevărat erou de război, cu studii la Oxford, se lansează în tot felul de afaceri controversate, devenind foarte bogat și cu relații la cel mai înalt nivel. A cumpărat o proprietate imensă în apropiere de locuința lui Daisy din golf, unde și-a amenajat un palat impunător cu o grădină de vis. Astfel că Jay îl roagă pe Nick să le faciliteze o reîntâlnire. Cei doi își reiau vechea poveste de iubire iar Jay îi cere lui Daisy să se despartă de Tom, dar aceasta oarecum ezită, deși susține totuși că-l iubește pe Jay...
Ulterior lucrurile se precipită, are loc o confruntare dură între cei patru, iar Daisy pleacă împreună cu Jay. Coincidență nefastă, Myrtle Wilson se ceartă cu George, soțul alcoolic și violent, fuge în stradă fiind lovită mortal tocmai de automobilul lui Gatsby, condus însă de Daisy. Tom, plecat după Daisy, ajunge la locul accidentului și îi spune lui George că era amanta lui Jay și el cu mașina a ucis-o. Nick se duce șocat și nervos la Jay și-i spune că este căutat de poliție pentru accident, și că ar fi bine să plece imediat din oraș. Jay îi destăinuie că Daisy era la volan și că așteaptă un telefon de la ea ca să plece împreună... Wilson, îndurerat și plin de ură, se duce acasă la Gatsby, îl împușcă și apoi se sinucide. Poliția, presa și opinia publică îl acuză post-mortem pe Jay de toate relele posibile, imediat Daisy pleacă din oraș cu Tom și copiii, astfel că la înmormântarea lui Gastby nu a venit nimeni din mulțimea de ”prieteni”, doar Nick, tatăl lui Gatsby și un bețiv. Proprietatea lui Jay este preluată de asociatul său, Meyer Wolfsheim, un miliardar evreu implicat în multe afaceri ilegale iar Nick, extrem de afectat, pleacă și el din New York. 
Din tot visul iubirii nebunești a lui Jay, n-a mai rămas decât o carte, scrisă de Nick Carraway: (The Great) Gatsby.

## Teme și motive

### Temele
- Iubirea neîmplinită

### Motivele
- Indiferența oamenilor bogați
- Dezamăgirea autorului față de societate în care trăiește

## Adaptări
- 1974 Marele Gatsby (The Great Gatsby), regia Jack Clayton, cu Robert Redford și Mia Farrow
- 2013 Marele Gatsby (The Great Gatsby), regia Baz Luhrmann, cu Leonardo DiCaprio